# Éric Fonteneau
Pour l’article homonyme, voir Fonteneau.
Éric Fonteneau, né en 1954 à Cholet, est un artiste plasticien contemporain. Il vit et travaille à Nantes et Paris.

## Biographie
Après avoir fait des études d'art à l'Université Rennes 2, il séjourne au Burkina Faso, puis à San Francisco et New York. Depuis 1990 il collabore avec des galeries françaises et étrangères, dont les galeries Aline Vidal (Paris), Der Spiegel (Cologne), Achim Moeller (New York et Berlin), Paule Anglim (San Francisco), la Galerie Plessis  (Nantes). Il travaille aussi avec des techniciens et architectes pour la réalisation d’œuvres dans l’espace public, dans l’architecture et dans la nature.

## L’œuvre
Éric Fonteneau décline principalement le thème géographique. Il collectionne photographies, cartes géographiques, albums, carnets, documents topographiques et paysagers pour constituer un répertoire d'images. Répertoire dans lequel il choisit des figures, représentations qu'il travaille d'abord sur papier par agrandissement, cadrage, focalisation. Il restitue ces modèles sur papier au moyen de techniques graphiques diversifiées : travail à la pierre noire et à l'encre, perçage, gaufrage, pliage du papier à l'aide d'aiguilles de différents diamètres. La feuille de dessin est utilisée à la fois comme support et matière expressive. Il recourt aussi aux moyens tridimensionnels de visualisation, par exemple l'installation, pour mettre en scène ses expositions. Il réalise des œuvres de grand format qui interrogent l'échelle de représentation de ses modèles et leurs principes de projection dans l'espace.
Éric Fonteneau crée des œuvres évolutives. En 1985, il commence une série d’œuvres intitulées Archipels,  ensembles de pièces en verre parfois accompagnées de dessins, aquarelles et cartes marines. Au travers les
pièces de verre on observe des fragments cartographiques du monde. Les pièces
sont disposées au mur selon un plan précis. Il existe de grands archipels et de tout petits. L’ensemble des Archipels constitue un atlas géographique imaginaire de formes divisées, diffusées, éclatées, regroupées ou centrifugées.  
À partir de 1995, il  entreprend la conception d'une nouvelle œuvre évolutive La Bibliothèque, en effectuant des empreintes, d’abord sur ses ouvrages personnels, puis sur ceux de bibliothèques des lieux qu’il visite. L’œuvre est présentée dans plusieurs villes françaises et étrangères, notamment Nantes, Châteaubriant, Cherbourg, Barcelone, San Francisco, New York, Madrid.  
En 1999, lauréat d'une bourse Villa Médicis hors-les-murs, Éric Fonteneau s’installe à San Francisco et commence la création d'un album cartographique blanc, intitulé Cartes blanches. L’artiste fait le choix du vide et de la lumière. Il travaille en creux, en relief sous la lumière tamisée, pour figurer minutieusement la topographie des paysages représentés, en utilisant le piquage à l’aiguille.
Il recourt aussi aux moyens tridimensionnels de visualisation, pour mettre en scène ses œuvres et expositions. Il réalise des œuvres de grand format qui interrogent l'échelle de représentation de ses modèles et leurs principes de projection dans l'espace. Il utilise les murs de son atelier ou d’entrepôts voisins, comme lieux d’expression graphique et d’expérimentations. En 1984,  il crée notamment La Chambre des cartes dans des anciens locaux des chantiers navals de Nantes. Pour accéder à son atelier les visiteurs traversent des pièces recouvertes de tracés cartographiques, théâtralisant les lieux et  introduisant l’idée d’un temps suspendu et d’un espace géographique flottant.  
En 1986, dans le cadre des Ateliers internationaux de Fontevraud, il réalise avec une équipe composée de techniciens, cartographes, photographes,  un cercle de 240 mètres de diamètre installé sur la mer. Le cercle figure un cadran de déclinaison magnétique, matérialisé par des flotteurs ancrés individuellement au fond de l’eau. L’œuvre, Marinen°1, vue et photographiée depuis un avion, envisage le paysage comme représentation cartographique.
En 1993, il crée un collectif qui se réunit dans une salle à tracer des chantiers navals de Nantes, la cale Crucy. Architectes, artistes, traceurs, industriels et éclairagistes se retrouvent et créent dans la Salle à Tracer (SAT) des objets, des maquettes qui servent à théâtraliser la fonction du site. Le bâtiment, habité autrefois par des traceurs, est étudié comme un modèle artistique, ses planchers sont scrutés et des relevés d’empreintes sont réalisés puis restitués lors d’expositions.
D’autres installations in situ sont mises en place, notamment the Big Leap, entre deux lieux aux antipodes l’un de l’autre : Saint-Marc-sur-Mer (France) et Honolulu (USA) en 1997. 
Éric Fonteneau crée par ailleurs des œuvres dans le cadre de commandes publiques ou privées en France ou à l’étranger : La Fontaine de verre, en 1993 dans le square Élisa-Mercœur à Nantes, qui fut démontée en 2011 et remplacée par une nouvelle création de l'artiste intitulée Un arbre, la forêt, Colombe, Colombier pour le théâtre du Vieux Colombier à Paris, ou encore Carte blanche n°2 pour l’agence Voyageurs du monde de Paris.

## Sélection d’œuvres
- 1984 : « La chambre des cartes » Quai de la Fosse. Nantes
- 1985-1991 : « Archipels »
- 1986 : « Marine no 1 » Atelier Internationaux des Pays de Loire. Fontevraud
- 1987 : « Cartographie » Hôtel de Région. Nantes
- 1993 : « La fontaine de verre », square Élisa-Mercœur, Nantes
- 1994 « Carte blanche no 2 » Agence Voyageurs du Monde, Paris
- 1995 : « La Bibliothèque », œuvre évolutive.
- 2000 : « Cartes blanches », série évolutive.
- 2014 : « Un arbre, la forêt », square Élisa-Mercœur, Nantes.
- 2015 : « Dessins noirs », série évolutive.

## Principales expositions
- 1985- Paris : « Le style et le chaos », exposition collective, Musée du Luxembourg
- 1986 : 
  - Montpellier : Artothèque
  - Nantes : « Paysages. Julien Gracq », Bibliothèque municipale
- 1987- Paris : Galerie Coprah
- 1990 : 
  - Paris : Galerie Aline Vidal
  - Cologne : Galerie Der Spiegel
- 1991 :
  - Montbéliard : « Comme dit si bien Kepler ». Centre d’Art contemporain de Montbéliard
  - Paris : Galerie Aline Vidal
  - La Roche-sur-Yon : « La nuit porte conseil », Musée de La Roche-sur-Yon
- 1992 : 
  - Fribourg-en-Brisgau : Institut Français
  - Rennes : Centre Culturel Le Triangle
  - Marseille : Espace de création contemporaine
- 1993- Paris : « Tout l'univers de la chauve-souris », Galerie Aline Vidal
- 1994 : 
  - Nantes : "La chambre à tracer", Galerie Plessis
  - Paris : Galerie du théâtre du Vieux Colombier
- 1995 : 
  - Cologne : "La salle à tracer", Galerie Der Spiegel
  - Cahors : Grenier du Chapitre
  - Bayonne : « Les malles à dessin », Musée Bonnat-Helleu
- 1996 : 
  - Cherbourg : « Le théâtre géographique ». Galerie du théâtre de Cherbourg.
  - Colomiers : Espace des Arts.
- 1998 : 
  - New York : « Right before the wolves » (juste avant les loups), Achim Moeller Gallery
  - Châteaubriant : "La bibliothèque", Château de Châteaubriant
- 1997- Honolulu : « Crossing Ocean », exposition collective. University of Hawaii Art Gallery
- 2000 : 
  - San Francisco : Southern Exposure Gallery
  - Nantes : "Actif –Réactif”. Exposition collective. Le Lieu unique.
- 1999- San Francisco : « Crossing », Paule Anglim Gallery
- 2001 : 
  - Barcelone : « Cartes blanches », Institut français de Barcelone
  - Nantes : Musée de l'imprimerie
- 2002- Oslo : Résidence à l’Atelier Edvard Munch.
- 2003- Paris : Galerie Rabouan Moussion.
- 2004- Paris : « L’invention du monde ». Exposition collective, octobre 2003-mars 2004, Centre Pompidou.
- 2006- Miami : « A drawing installation » (Un cabinet de dessin), Art Basel Miami, Galerie Achim Moeller.
- 2007- Cheb (République tchèque) : Galerie 4
- 2009 : 
  - Tokyo : « Cartes blanches, Villes de Jean-Sébastien Bach », Tokyo International Forum.
  - Tanlay : « On a marché sur la Terre ! », Centre d’art de L’Yonne
  - Berlin : Moeller Fine Art Gallery
- 2011 : 
  - Nantes, Passage Sainte-Croix : « Passage(s) »
  - Nantes : « Panoramique », institut Lisaa
  - Clisson, La Garenne Lemot : « Heureux comme Sisyphe »
- 2012 :
  - Nantes : « Un monde analogique ». Bibliothèque municipale.
  - New York : « La Bibliothèque », Institut Français de New York.
- 2013- Moscou : « Portraits-paysages : la transformation des genres ». Exposition collective, Centre national d’art contemporain.
- 2014- Cologne : « Kleine ménagerie », galerie Der Spiegel.
- 2015- Madrid : « Nouveaux voyages extraordinaires. Jules Verne/Éric Fonteneau », Casa del Lector [17]
- 2016 :
  - Gétigné-Clisson : Domaine de la Garenne-Lemot : "Grandeur nature".
  - Nantes : "L'Autre, l'ailleurs". Exposition nomade du Musée des beaux-arts de Nantes, l'Atelier
  - Nantes : "Panorama", Musée Jules Verne
- 2017 : 
  - Vézelay : "Ce qui était murmure". Collection Jean-Pierre et Martine Nuaud. Exposition collective. Fondation Zervos, Vézelay[18]
  - Alger : "Le voyage à Alger". Institut français d'Alger
- 2020-2021 : Les Sables-d'Olonne : "Figures du monde". Musée d'art moderne et contemporain, MASC[19].